# Lista insulelor din Laguna Venețiană

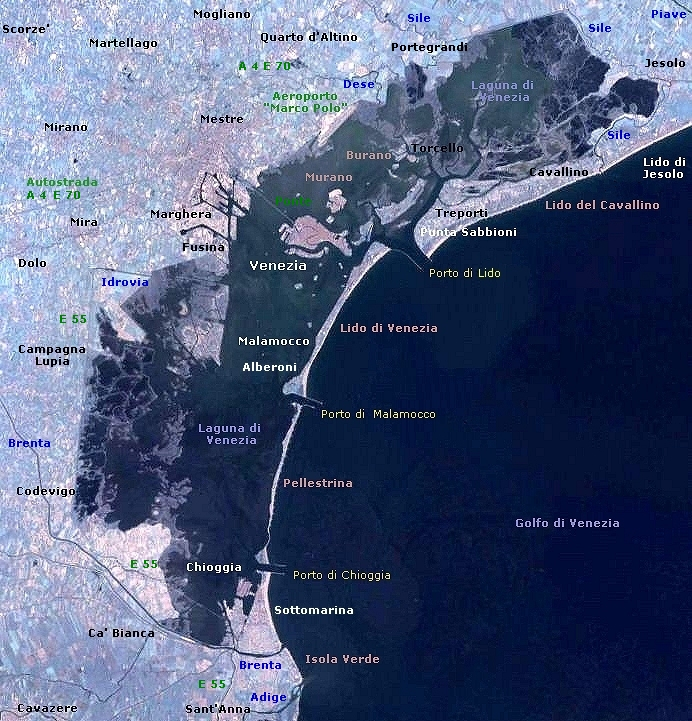
Vedere din satelit a Lagunei Veneţiene; numele principalelor insule sunt indicate.

Acest articol prezintă insulele din Laguna Venețiană, din Italia.

## Generalități
Laguna Venețiană este o lagună a Mării Adriatice, în care este situat orașul Veneția.
Aspectul actual al lagunei este datorat intervențiilor omenești începând din secolul al XV-lea. Inițial, insulele erau în cea mai mare parte mlăștinoase, dar un program de asanare le-a făcut locuibile. Multe insule mici sunt în întregime artificiale. Celelalte insule, în special cele din cordonul litoral, sunt formate din dune.

## Liste

### Suprafață
Lagune Venețiană are o suprafață de aproximativ 550 km², din care 8% este ocupată de uscat.
Cu excepția barierelor litorale, cele mai mari insule sau arhipelaguri sunt:
- Veneția (5,17 km²)
- San Erasmo (3,26 km²)
- Murano (1,17 km²)
- Chioggia (0,67 km²)
- Giudecca (0,59 km²)
- Mazzorbo (0,52 km²)
- Torcello (0,44 km²)
- Sant'Elena (0,34 km²)
- La Certosa (0,24 km²)
- Burano (0,21 km²)
- Tronchetto (0,18 km²)
- Sacca Fisola (0,18 km²)
- San Michele (0,16 km²)
- Sacca Sessola (0,16 km²)
- Santa Cristina (0,13 km²)

### Populație
Cea mai mare parte a populației lagunei este concentrată în Veneția și Chioggia. Insulele și arhipelagurile cele mai populate sunt:
- Veneția (aproximativ 62.000 de locuitori)
- Chioggia (50.844 loc.)
- Lido (17.848 loc.)
- Murano (4.968 loc.)
- Pellestrina (4.471 loc.)
- Burano (3.267 loc.)
- San Erasmo (771 loc.)
- Mazzorbo (364 loc.)
- Vignole (69 loc.)
- Torcello (25 loc.)
- Mazzorbetto (25 loc.)
- San Lazzaro degli Armeni (22 loc.)
- San Giorgio Maggiore (11 loc.)
- San Michele (11 loc.)
- San Francesco del Deserto (9 loc.)
- San Clemente (1 loc.)

### Grupuri

#### Insule principale
- Burano
- Chioggia
- Giudecca
- La Certosa
- Mazzorbo
- Murano
- San Erasmo
- Torcello
- Veneția
- Vignole

#### Cordoane litorale
- Lido
- Pellestrina
- Sottomarina

#### Insule mici din nordul lagunei
- Crevan
- La Cura
- La Salina
- Lazzaretto Nuovo
- Madonna del Monte
- Mazzorbetto
- Monte dell'Oro
- Motta dei Cunici
- Motta di San Lorenzo
- San Francesco del Deserto
- San Giacomo in Paludo
- San Michele
- San Secondo
- Santa Cristina
- Sant'Andrea
- Sant'Ariano

#### Insule mici din sudul lagunei
- Lazzaretto Vecchio
- Motte di Volpego
- Poveglia
- Sacca Fisola
- Sacca San Biagio
- Sacca Sessola
- San Giorgio in Alga
- San Giorgio Maggiore
- San Lazzaro degli Armeni
- San Servolo
- Santa Maria della Grazia
- Sant'Angelo della Polvere
- Santo Spirito
- Spignon
- Tronchetto

#### Batterie
Batterie sunt opt insule fortificate:
- Nord :
  - Buel del Lovo
  - Campalto
  - Carbonera
  - Tessera

- Sud :
  - Campana
  - Ex Poveglia
  - Fisolo
  - Trezze

#### Ottagoni
Ottagoni sunt cinci insule fortificate:
- Ottagono San Pietro
- Ottagono Abbandonato
- Ottagono Alberoni
- Ottagono Ca' Roman
- Ottagono Poveglia

#### Insule izolate
- Ammiana
- Costanziaco
- San Marco in Boccalama
- Vigilia